# Jardim Botânico de Copenhaga
O Jardim Botânico de Copenhaga  - em dinamarquês Botanisk Have - é um jardim botânico com cerca de 10 hectares de extensão, localizado no centro da cidade de Copenhaga, na Dinamarca.

Pertence ao Museu de História Natural da Dinamarca, gerido pela Universidade de Copenhaga.